# Chris Addison
Christopher David Addison (nacido el 5 de noviembre de 1971) es un comediante, escritor, actor y director inglés. Es probablemente mejor conocido por su papel como panelista habitual en Mock the Week. También es conocido por sus programas de comedia estilo conferencia, dos de los cuales luego adaptó para BBC Radio 4.
Además de la comedia stand-up, Addison interpretó a Ollie Reeder en la serie satírica de BBC Two The Thick of It y a Toby Wright en su película derivada In the Loop, protagonizó la comedia dramática de Sky Living Trying Again y apareció en tres episodios de serie 8 de Doctor Who. También cocreó y protagonizó la comedia Lab Rats de BBC Two. En la radio, anteriormente presentó el programa semanal de comedia, noticias y sátira 7 Day Sunday en BBC Radio 5 Live de 2009 a 2010. En 2020, cocreó la serie de comedia para padres de FX Breeders, protagonizada por Martin Freeman.

## Primeros años
Addison nació en Cardiff, Gales, de padres ingleses y se mudó con sus padres a Worsley, Salford, Inglaterra, cuando tenía cuatro años. En el programa Chain Reaction de BBC Radio 4, afirmó que se considera un mancuniano de clase media. Fue educado en Manchester Grammar School, una escuela independiente para niños en Manchester. En MGS, en lugar de jugar al cricket, jugaba al podex. A esto le siguió la Universidad de Birmingham, donde estudió literatura inglesa con la intención original de convertirse en director de teatro. Después de que sus planes de dirección no funcionaron, se decantó por la comedia como una salida creativa alternativa.

## Carrera

### Stand-up

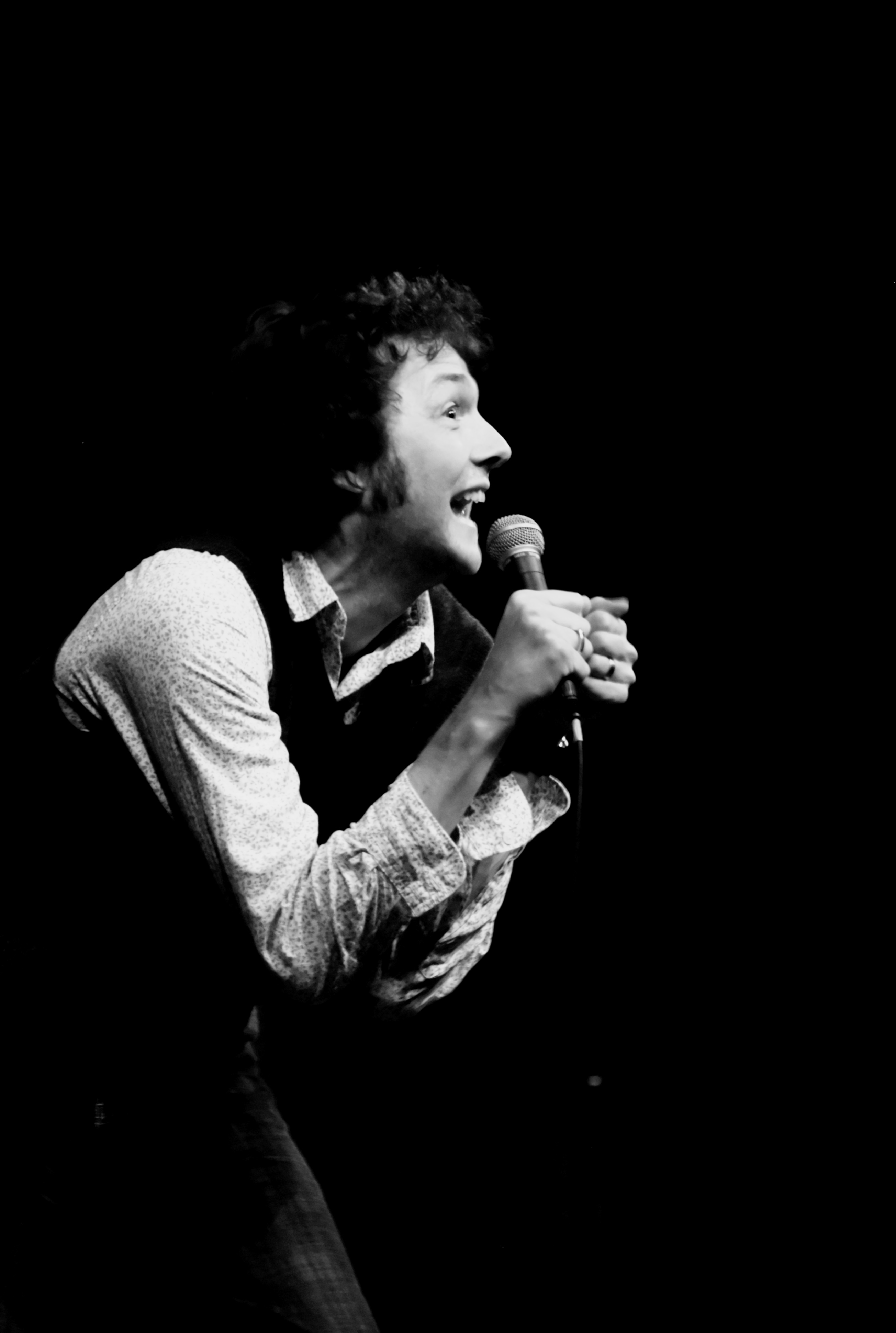
Addison actuando en Resofit, un concierto benéfico para Resonance FM, 2007

La primera exposición individual de Addison en el Edinburgh Fringe fue en 1998, por la que fue nominado a Mejor Artista Revelación en los Premios Perrier. Continuó llevando espectáculos al Fringe durante varios años, obteniendo dos nominaciones a los premios Perrier, por su espectáculo Civilization de 2004 y Atomicity de 2005. En 2005 ganó el premio al Comediante del Año de City Life, un concurso de stand-up en el Noroeste de Inglaterra.

#### Edimburgh Fringe
- 1998 Chris Addison
- 1999 Gentleman Scholar Acrobat
- 2000 Cakes and Ale
- 2001 Port Out, Starboard Home
- 2002 The Ape That Got Lucky
- 2004 Civilization
- 2005 Atomicity

Emitida por primera vez en 2004, Addison coescribió y coprotagonizó la sátira política The Department, junto con John Oliver y Andy Zaltzman. Tuvo 14 episodios repartidos en tres series en BBC Radio 4 y finalizó en 2006.
En agosto de 2005, Radio 4 emitió The Ape That Got Lucky, la adaptación de Addison de su espectáculo en el Edinburgh Fringe de 2002 del mismo nombre. Este programa contó con los comediantes Geoffrey McGivern, Jo Enright y Dan Tetsell. El 8 de mayo de 2006, The Ape That Got Lucky ganó el premio de oro en la categoría de producción de comedia en los Sony Radio Academy Awards.
En 2006, Addison grabó Chris Addison's Civilization, nuevamente para Radio 4, basado en su show del Edinburgh Fringe de 2004; esto nuevamente contó con McGivern, Enright y Tetsell y se transmitió en cuatro partes durante el verano.
Ha sido panelista en tres de los juegos de panel de comedia de Radio 4: Charm Offensive de Armando Iannucci, que apareció por primera vez en 2006, Just a Minute, que apareció por primera vez en 2007, y The Unbelievable Truth, que apareció por primera vez en 2009.
Addison presentó una serie de la serie de comedia 4 Stands Up de Radio 4, que muestra talentos de comedia emergentes y establecidos. Como presentador, Addison realiza una breve presentación de apertura y presenta los actos, al estilo de un presentador en un club de comedia. El primer episodio se emitió el 2 de abril de 2009.
El 10 de mayo de 2009, Addison presentó el Sunday Night Show en Absolute Radio en lugar de su compañero comediante Iain Lee, que estaba ausente debido a su luna de miel.
Addison presentó 7 Day Sunday, un programa de noticias satírico en BBC Radio 5 Live junto con sus copresentadores Sarah Millican y Andy Zaltzman. El primer episodio se emitió en enero de 2010. Addison presentó la segunda serie del programa hasta febrero de 2011, cuando fue reemplazado por Al Murray.
También es un buen amigo de Geoff Lloyd en Absolute Radio y ha hecho algunas apariciones en Geoff Lloyd's Hometime Show.

### Televisión

#### The Thick of It
De 2005 a 2012, Addison apareció en la serie de comedia satírica de televisión de la BBC The Thick of It como Oliver "Ollie" Reeder, asesor junior (más tarde asesor especial) del Secretario de Estado (Departamento de Asuntos Sociales y Ciudadanía). Apareció en todos los episodios de las cuatro series, así como en los dos especiales 'Rise of the Nutters' y 'Spinners and Losers'.
Addison también apareció en la película derivada de The Thick of It, titulada In the Loop, interpretando a Toby Wright, un personaje muy similar a su papel en el original de televisión.

#### Lab Rats
En julio de 2008, BBC Two emitió Lab Rats, una comedia de situación protagonizada por Addison y coescrita con Carl Cooper. Lab Rats contó con los miembros del reparto Jo Enright, Geoffrey McGivern y Dan Tetsell, con quienes Addison había trabajado anteriormente en las adaptaciones radiofónicas de sus programas individuales The Ape That Got Lucky y Civilization.
Lab Rats fue un regreso al formato tradicional de comedia de situación basado en estudios, lleno de bromas, que ha pasado de moda en los últimos tiempos en favor de la comedia de situación con una sola cámara. En general, la serie no fue bien recibida por la crítica y no fue renovada para una segunda serie.

#### Mock the Week
Después de varias apariciones especiales en el programa de comedia Mock the Week, en septiembre de 2011 Addison se convirtió en panelista habitual, apareciendo en todos los episodios desde la segunda parte de la temporada 10 hasta la temporada 12 (2013). Apareció junto a otros panelistas habituales Hugh Dennis y Andy Parsons y la presentadora del programa, Dara Ó Briain.

#### Otros proyectos de actuación televisiva
En 2014, Addison protagonizó la serie Sky Living Trying Again.

#### Apariciones como invitado y hosting
En 2000, Addison fue coanfitrión de la breve serie de comedia Dotcomedy de Channel 4 con Gail Porter. Este fue un programa atrevido nocturno que presentaba videoclips y otros humores derivados de Internet.
Ha aparecido en Have I Got News for You seis veces, Would I Lie to You? una vez y 8 Out of 10 Cats dos veces. Addison también apareció en el episodio 3 de la serie 5 de Live at the Apollo. Ha aparecido tres veces en QI.
Addison apareció en The Graham Norton Show el 16 de abril de 2009 promocionando In the Loop. El 18 de abril de 2010 apareció en The Andrew Marr Show para comentar sobre los temas políticos de la semana, incluida la nube de ceniza volcánica de Islandia y el primer debate electoral.
Apareció en Skins como el profesor David Blood, director universitario de Roundview College y padre del personaje de tercera generación Grace Violet. El 4 de noviembre de 2010, Addison presentó el programa Have I Got News For You de la BBC, habiendo sido previamente invitado en el programa.
En el verano de 2011, Addison presentó un programa de chat de comedia E4 llamado Show and Tell, y cada uno de los 8 episodios presentaba a tres comediantes invitados.
Addison también apareció en el programa de televisión infantil Horrible Histories.
En agosto de 2014, se anunció que Addison haría una aparición especial en el final de la serie de dos partes de la octava temporada de Doctor Who con su ex coprotagonista de The Thick of It, Peter Capaldi, quien interpreta al Duodécimo Doctor. Su personaje, Seb, apareció por primera vez en el episodio de mitad de la serie "El conserje " y luego apareció en episodios posteriores, incluidos "Agua oscura" y "Muerte en el cielo".

#### Director o productor
En 2013, comenzó a trabajar como director en la comedia de situación de HBO Veep, de Armando Iannucci. Dirigió 13 episodios. En 2016, ganó el Premio del Sindicato de Directores a la mejor dirección de televisión - Comedia y recibió una nominación al Premio Primetime Emmy a la mejor dirección - Serie de comedia. Además de dirigir, también se desempeñó como productor ejecutivo en 2015. Poreste trabajo en la Serie 3, él y los demás productores del programa recibieron una nominación al Premio Primetime Emmy a la mejor serie de comedia. Ganaron el premio por las Series 4 y 5. En 2020, la comedia Breeders se estrenó tanto en el canal de televisión estadounidense FX como en el británico Sky One. Breeders fue cocreada por Addison, el coprotagonista principal Martin Freeman y el escritor de comedia Simon Blackwell y se basa en la propia experiencia de Freeman como padre. Addison dirigió quince episodios.
Addison dirigió la comedia de 2019 The Hustle, protagonizada por Rebel Wilson y Anne Hathaway, una nueva versión de Dirty Rotten Scoundrels (1988), que a su vez fue una nueva versión de Bedtime Story (1964).
En 2013, apareció en la película The Look of Love, interpretando a Tony Power.
Addison dirige a Ralph Fiennes interpretando a George Frederick Handel en una comedia dramática de época, Hallelujah.

### Otros trabajo
De 2003 a 2005, Addison escribió una columna quincenal sobre finanzas para The Guardian titulada "Funny Money". En semanas alternas, cuando Addison no escribía la columna, las tareas de redacción pasaban a su colega Dominic Holland.
Addison ha escrito dos libros, ambos publicados por Hodder y Stoughton : Cautionary Tales for Grown Ups en 2006 and It Wasn't Me: Why Everybody is to Blame and You're Not en 2008.
En 2011 y 2012 apareció en una serie de anuncios de Direct Line como representante de Direct Line junto a clientes difíciles, interpretados por sus compañeros cómicos Alexander Armstrong, Amelia Bullmore y Lorna Watson. El 9 de abril de 2011 formó parte del Comedy Takeover del canal de televisión Dave, donde presentaba y seleccionaba los programas. En 2011 participó en tres shows de la gira de 16 fechas Uncaged Monkeys junto con Brian Cox, Robin Ince, Ben Goldacre, Simon Singh y Dara Ó Briain. 
En julio de 2013 recibió un título honorífico de la Universidad de Birmingham.
En febrero de 2016, Addison asumió el papel de orador de Smith, un inglés, en la ópera francesa L'étoile en la Royal Opera House de Londres.
Addison se convirtió en patrocinador de Social Enterprise UK en 2017.

## Vida personal
Addison vive actualmente en Bromley, al sureste de Londres, con su esposa y dos hijos: un niño y una niña.
Es miembro del Partido Laborista.